# 野坂清一郎
野坂 清一郎（のさか せいいちろう、旧字体：野坂 淸一郞、1847年5月4日〈弘化4年3月20日〉 - 1916年〈大正5年〉10月10日）は、日本の政治家、地主。鳥取県会議員。鳥取県西伯郡大幡村長。族籍は鳥取県平民。

## 経歴
鳥取県西伯郡大幡村（のち岸本町、現・伯耆町）出身。弥十郎の長子。1872年に第九十六区副戸長に任ぜられる。1874年、岸本、吉長両村戸長。1875年、押口村戸長兼務。
吉定学校保護人、旧会見郡吉定村、上細見村、立岩村、岸本村、押口村、吉長村戸長、同郡上細見、立岩、吉定、岸本、吉長、押口の6村戸長再任、同郡第四番学区学務委員、同郡十七連合戸長、同郡第三四番学区学務委員。
1889年、町村制実施に付八幡村、古豊千村、王子村の主担命ぜられ、村政施設事務取扱、同年大幡村会議員、同年大幡村長。
1891年、角盤高等小学校連合町村会議員、同年鳥取県会議員補欠員、尾高、井手組合創立委員、尾高、井手水利組合総代人、同上組合管理者、汗入会見両郡徴兵優待議会町村委員。
1892年、汗入会見両郡町村組合会議員。1893年、鳥取県会議員、会見郡尚武会評議員、同会幹事、大幡村長、赤十字社正社員、大幡村長委員。
1895年、大幡村会議員、因伯米改良組合委員、牧原組合会議員、牧原組合長。1898年、大幡村長、大幡村外六ヶ村学校組合議員、大幡村実業会長、西伯郡畜産組合、大幡村世話係、同郡小作奨励組合、大幡村支部長、尚武会大幡村支部長、同会幹事、大幡村会議員、西伯郡蚕糸同業組合大幡村地方委員。

## 人物
村政、県政、教育、実業、衛生等地方あらゆる大小幾多の職事に尽瘁する。